# The Pink Parker
Albums de Graham Parker
Heat Treatment
(1976) Stick to Me
(1977)
The Pink Parker est un EP de Graham Parker and the Rumour sorti en mars 1977.

## Liste des pistes

### Face A
| No | Titre                     | Auteur                                                | Durée |
| -- | ------------------------- | ----------------------------------------------------- | ----- |
| 1. | Hold Back the Night       | Dennis Harris, Allan Felder, Ronald Baker, Earl Young |       |
| 2. | (Let Me Get) Sweet on You | Graham Parker                                         |       |

### Face B
| No | Titre              | Auteur | Durée |
| -- | ------------------ | ------ | ----- |
| 3. | White Honey (Live) | Parker |       |
| 4. | Soul Shoes (Live)  | Parker |       |